# Tonigkeit

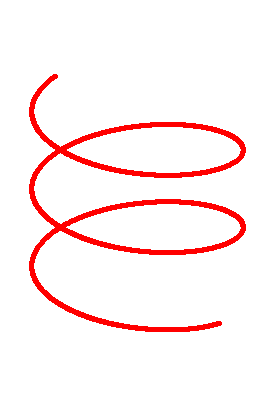
Schraubenförmige Linie über 2,5 Oktaven.

Tonigkeit (auch Tonqualität, Toncharakter oder Chroma; englisch pitch class) beschreibt die Gleichempfindung von Tönen im Oktavabstand. Bildlich kann man sich dies als einen Zylinder vorstellen, bei dem die Töne einer Tonleiter – über mehrere Oktaven hinweg – in einer schraubenförmigen Linie angeordnet sind, wobei bestimmte „Stifte“ die oktavierten, gleichnamigen Töne miteinander verbinden (der C-„Stift“ etwa verbindet alle C auf der Linie). Der Begriff wurde von dem österreichischen Musikethnologen Erich Moritz von Hornbostel (1877–1935) eingeführt.
Nach einem neueren neurophysiologischen Modell liegt die Ursache der Tonigkeit in der Anatomie und Physiologie des auditorischen Thalamus.